# Lucas Cueto
Lucas Cueto (* 24. März 1996 in Köln) ist ein deutscher Fußballspieler. Der Linksaußen steht aktuell beim Bonner SC unter Vertrag.

## Persönliches
Cueto wuchs als Kind zweier Ärzte im Kölner Stadtteil Widdersdorf auf. Sein Vater hat spanische Wurzeln. Ab 2006 besuchte Cueto das Abtei-Gymnasium in Brauweiler und machte dort 2014 sein Abitur mit einem Notenschnitt von 1,3. Zwischenzeitlich absolvierte er ein Auslandsjahr in England.

## Karriere

### Vereine
Cueto wechselte 2004 vom SV Lövenich/Widdersdorf in die Jugendabteilung von Bayer 04 Leverkusen. 2011 spielte er während eines Auslandsaufenthalts bei West Ham United und kam über die Station Bonner SC im Januar 2014 zum 1. FC Köln. In der Saison 2013/14 erzielte er 19 Tore, davon acht für Bonn und elf für Köln, in der A-Junioren-Bundesliga Staffel West und wurde damit Torschützenkönig. Ab der Spielzeit 2014/15 kam er für Kölns zweite Mannschaft zu insgesamt 42 Einsätzen in der Regionalliga West und erzielte elf Tore. Im Februar 2016 wechselte Cueto zum Schweizer Super-League-Verein FC St. Gallen. Am 7. März 2016 debütierte er beim 2:0-Heimsieg gegen den Grasshopper Club Zürich in der Super League.
Zur Saison 2017/18 wechselte Cueto zum Drittligisten Preußen Münster. Dort kam er in drei Spielzeiten zu 56 Einsätzen mit 9 Torerfolgen. Zur Saison 2020/21 wurde Cueto vom Ligakonkurrenten Viktoria Köln verpflichtet.
Zur Spielzeit 2021/22 wurde Cueto vom Zweitligisten Karlsruher SC verpflichtet.
Nach zwei Spielzeiten wechselte er im Sommer 2023 zum Drittligisten Dynamo Dresden.
Im Januar 2025 kehrte Cueto zurück nach Köln und schloss sich erneut der Viktoria an. Nach einem halben Jahr verließ er den Verein wieder.
Mitte August 2025 wechselte Cueto nach Saisonbeginn zum Bonner SC.

### Nationalmannschaft
Nachdem Cueto bereits zu sechs Einsätzen mit einem Torerfolg für die deutsche U18-Auswahl gekommen war, nahm er im Juli 2015 mit der U19-Nationalmannschaft an der U19-Europameisterschaft in Griechenland teil. Dort kam er bei allen drei Spielen in der Gruppenphase zum Einsatz, die das Team als Gruppenletzter beendete. Insgesamt spielte er elfmal für die U19 und erzielte dabei vier Tore.
Im März 2016 kam Cueto zweimal für die U20-Nationalmannschaft zum Einsatz.

## Erfolge
- Mittelrheinpokal-Sieger: 2021, 2025

Persönliche Auszeichnungen
- Torschützenkönig der A-Junioren-Bundesliga Staffel West: 2014 (19 Treffer)